# Skogerøya
Skogerøya (en Kvène  Saalamo, en Same skolt Saallâm, en Nordsamisk Sállan) est une île inhabitée du comté de Finnmark, sur la côte de la mer de Barents. L'île fait partie la municipalité de Sør-Varanger.

## Description
L'île de 129 km2 est la 36e plus grande île de Norvège et la plus grande île inhabitée. Elle se trouve à l'est de Magerøya et au nord-ouest de Kirkenes.
L'île est inhabitée depuis 1984. Des découvertes de l'âge du fer y ont été faites, probablement de la culture Skolt Sámi. La zone sert de pâturage d'été et d'automne pour les rennes et possède quelques endroits pour le saumon.